# Karl-Erik Tysk
Karl-Erik Göran Tysk, född den 3 mars 1946 i Mariestad, är en svensk präst.
Han prästvigdes för Skara stift 1975 och har tjänstgjort som komminister i Falköping, stiftsadjunkt i Skara, förste stiftsadjunkt i Visby stift och kyrkoherde i Ovansjö pastorat, där han blev emeritus 2013. Han är Doctor of Ministry vid University of Dubuque.
Tysk är känd för sitt mångåriga engagemang för kontakterna mellan Sverige och Gammalsvenskby i Ukraina. Han är ständig sekreterare i Skaraborgs Akademi sedan den skapades 1998. Han har utgivit skrifter i teologi, handledningsteori och botanik samt om Gammalsvenskby. Han har erhållit H.M. Konungens medalj av 8:e storleken "för mångåriga insatser för kontakterna mellan Sverige och Gammalsvenskby i Ukraina.

## Böcker (urval)
Evigt liv,1990
Torbjörntorps flora, 2004
Skymningsland, 2004
Gryningsljus, 2007
Conversation and Change, 2007
Kungsljus, 2010
Vår fru av framtiden, 2011
Anna Portje berättar om sitt liv, 2011
Der fremtiden blir til, 2012 (Med TK Lang)
Förvaltare av Guds brokiga nåd, 2013
Ox tongue, 2016 
Var trogen intill döden, så skall jag ge dig livets krona, 2017 
Petersburgsdikter, 2019 
Min tro och dess rötter, 2021 